# Amomum quadratolaminare
Amomum quadratolaminare är en enhjärtbladig växtart som beskrevs av Shao Quan Tong. Amomum quadratolaminare ingår i släktet Amomum och familjen Zingiberaceae. Inga underarter finns listade i Catalogue of Life.